# Bad Bibra
Bad Bibra là một thị xã ở the huyện Burgenland, bang Sachsen-Anhalt, Đức. Đô thị Bad Bibra có diện tích 49,76 km², dân số thời điểm ngày 31 tháng 12 năm 2006 là 2781 người. Đô thị Bad Bibra tọa lạc về phía tây bắc của Naumburg. Đô thị này thuộc Verbandsgemeinde ("đô thị tập thể") An der Finne.